# Datsun DS
La Datsun DS è un'autovettura di piccole dimensioni costruita dalla casa automobilistica giapponese Datsun dal 1950 al 1954 in cinque generazioni che sostituì la Datsun DA. Nel 1955 fu sostituita dalla Datsun 110.

## La prima serie (DS): 1950-1951
Il primo modello Datsun del dopoguerra fu la Datsun DA, basata sul camion Datsun 1121. Questo camion a sua volta corrispondeva in gran parte al modello prebellico Datsun 17 Truck. Alla fine della seconda guerra mondiale, verso la fine degli anni quaranta, il Giappone iniziò a riprendersi economicamente, e la carenza di materiali causata dalla guerra stava volgendo al termine. 
Datsun quindi introdusse nel 1950 il camion Datsun 4146 come successore del Datsun 1121. Essenzialmente la differenza tra i due era un motore nuovo e più potente. Dal 4146 venne derivata la Datsun DS, che avevano differenze minime, principalmente incentrate sulla carrozzeria. La DS differiva dal modello predecessore, la DA, per il cofano, che era più corto, e per il parabrezza, che era montato vicino ai sedili anteriori con l'obiettivo di avere un bagagliaio più spazioso. 
La calandra della DS differiva da quella del 4146 solo per il fatto che griglia del radiatore era cromata, mentre sul 4146 e sui modelli precedenti, nonché sulla DA, per ragioni di costo, era verniciata in tinta con la carrozzeria. Il motore era identico a quello montato sulla Datsun DA, e quindi era un quattro cilindri in linea con rapporto di compressione di 5,4 e con cilindrata di 722 cm³. Fu leggermente modificato per aumentarne la potenza, che passò da 16 CV a 20 CV. Il cambio era manuale a tre rapporti. 
L'offerta delle carrozzerie era limitata, come per la DA, alla sola berlina. Dal Datsun 4146, prodotto anche come furgone con porte antivento incernierate posteriormente, la DS differiva non solo per la forma della carrozzeria ma anche per l'uso di finiture cromate e di finiture interne di qualità superiore. La produzione della prima serie della DS venne interrotta all'inizio del 1951.

## La seconda serie (DS-2 Thrift): 1951–1952
La seconda generazione della Datsun DS, lanciata nel 1951, venne provvista di una carrozzeria completamente nuova e progettata ex-novo, senza ispirarsi a nessun altro modello Datsun. Il telaio proveniva invece dall'autocarro Datsun 4146, che venne poi sostituito dal Datsun 5147. La prima serie della Datsun DB fu lanciata nel 1948 e originariamente era posizionata come modello base della gamma Datsun. La Datsun DS, e il suo predecessore, la Datsun DA, furono posizionati fin dall'inizio come modelli entry-level della gamma. Le crescenti richieste degli acquirenti, dovute alla ripresa economica post bellica, portarono la Datsun ad equipaggiare e posizionare la serie DB in una posizione più elevata nella gamma, presentandola come Datsun deLuxe. Di conseguenza, la DS non fu più considerata un modello puramente economico e le venne quindi dato il soprannome di "Thrift" richiamando riposizionamento. 
Il design della seconda serie della Datsun DS era decisamente più moderno e ricordava nella parte anteriore una Willys Jeep vendendo dotata di quattro strisce cromate verticali nella calandra e di fanali anteriori posizionati più ravvicinati. Lo stile piuttosto squadrato e spigoloso gli è valso in Giappone il soprannome di Square Dandy. La trazione del veicolo con motore Datsun Tipo 7 e cambio a 3 velocità è rimasta la stessa. Le mutate esigenze dei clienti e la concorrenza dei modelli di altri marchi portarono alla fine della produzione nel 1952.
Il motore era identico a quello montato sulla prima serie del modello, ovvero un quattro cilindri in linea con rapporto di compressione di 5,4 e con cilindrata di 722 cm³. La potenza erogata era di 20 CV. Il cambio era manuale a tre rapporti. L'offerta delle carrozzerie era limitata, come per la prima serie del modello, alla sola berlina.

## La terza serie (DS-4 Thrift): 1952–1953
La terza serie della Datsun DS fu introdotta nel 1952. Come per la Datsun DB-4 introdotta nello stesso periodo, la nomenclatura non rispettava il concetto di terza serie, e la nuova generazione del modello fu chiamata Datsun DS-4. L'offerta delle carrozzerie era limitata, come per la prima e la seconda serie del modello, alla sola berlina. Meccanicamente, la terza serie del modello era simile alla generazione precedente, anche se utilizzava un telaio allungato per ospitare una carrozzeria più grande. Nella parte anteriore venivano utilizzate portiere incernierate posteriormente, mentre nella parte posteriore furono montate porte convenzionali incernierate anteriormente. Oltre ad una calandra composta da sei barre orizzontali e una barra cromata al centro, la terza serie del modello ora aveva anche la scritta Datsun, anch'essa cromata, sulla parte anteriore del cofano. Come il suo predecessore, fu nuovamente venduta come Datsun Thrift e fu sostituita dalla generazione successiva alla fine del 1953, dopo poco più di un anno di produzione. Il motore era identico a quello montato sulle prime due serie del modello, ovvero un quattro cilindri in linea con rapporto di compressione di 5,4 e con cilindrata di 722 cm³. La potenza erogata era di 20 CV. Il cambio era sempre manuale a tre rapporti.

## La quarta serie (DS-5 Thrift): 1953–1954
La quarta serie del modello, che fu chiamata Datsun DS-5 Thrift, era identica alla precedente tranne che per la trazione. Durante il periodo di produzione venne modificata solo calandra, che fu modificata con l'applicazione di tredici sottili barre cromate. Il motore introdotto sulla quarta serie del modello fu il primo propulsore Datsun di nuova concezione del dopoguerra. Questo motore era un quattro cilindri in linea avente, rispetto a quello installato sulla generazione precedente, una cilindrata aumentata a 860 cm³ e un rapporto di compressione differente. La potenza salì a 25 CV così come l'accelerazione e la velocità massima del veicolo. La quarta generazione del modello fu prodotta fino alla metà del 1954, sovrapponendosi in parte al primo periodo di produzione della generazione successiva. Il cambio era sempre manuale a tre rapporti. L'offerta delle carrozzerie era limitata, come per le generazioni precedenti del modello, alla sola berlina.

## La quinta serie (DS-6 Convar): 1954
La quinta e ultima generazione del modello, chiamata DS-6 Convar (parola macedonia di "Convenient Car"), iniziò nel giugno del 1954 parallelamente all'ultimo periodo di produzione della serie precedente. Questa generazione differiva dalla serie precedente per la sua carrozzeria, che venne completamente ridisegnata in chiave più moderna. Anche nella parte anteriore erano presenti portiere convenzionali (sulla generazione precedente erano incernierate posteriormente), la linea laterale era più snella e nel complesso la carrozzeria appariva compatta. Questa generazione del modello fu prodotta per un breve periodo fino al dicembre 1954, venendo poi sostituita dalla Datsun 110. Il motore era identico a quello montato sulla serie precedente, ovvero un quattro cilindri in linea da 860 cm³ di cilindrata. La potenza erogata era di 25 CV. Il cambio era sempre manuale a tre rapporti. L'offerta delle carrozzerie era limitata, come per le generazioni precedenti del modello, alla sola berlina.